# Canaranges (título)

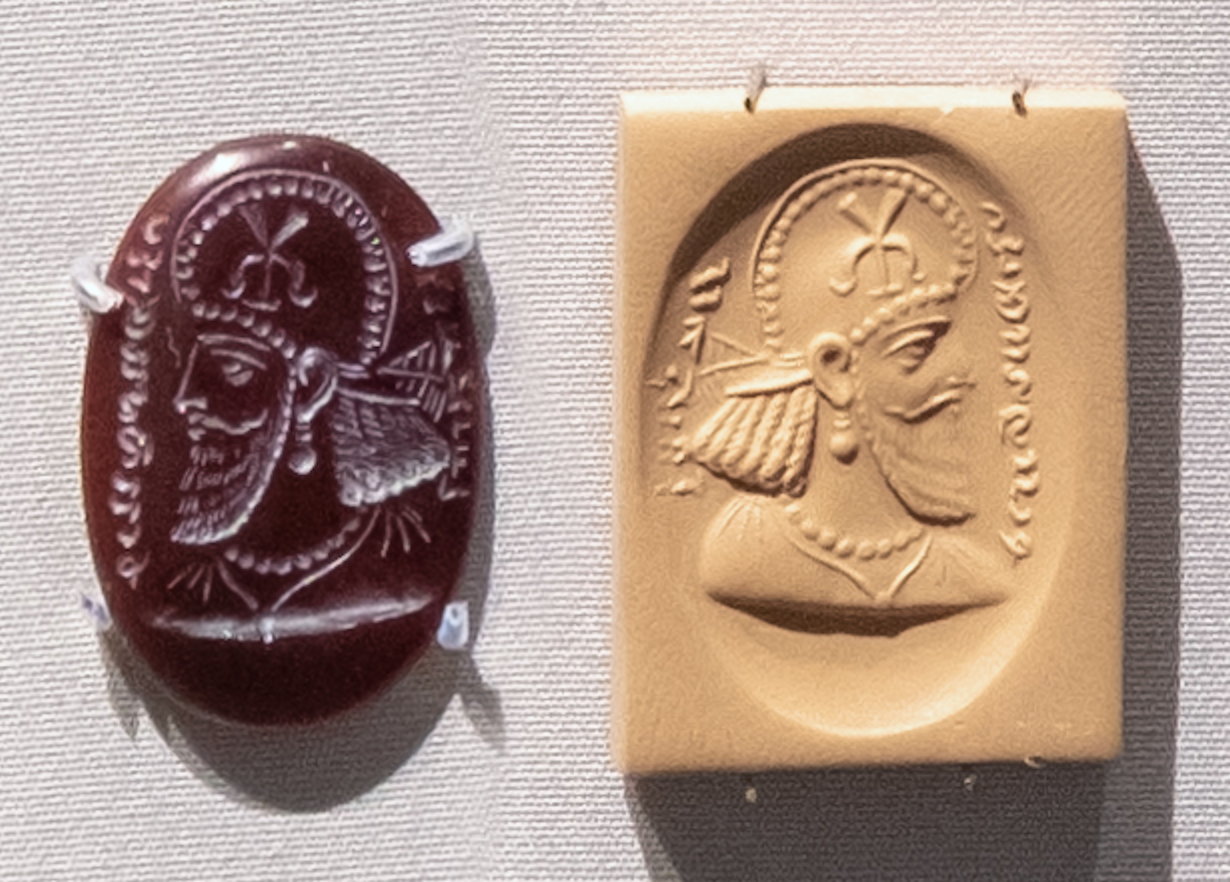
Selo sassânida com a inscrição pálavi "Perozormisda, filho do Canaranges". A touca é decorada com bordado de pérolas. Museu Britânico, N.º 134847

Canaranges (em grego: χαναράγγης) ou Kanarang era um título exclusivo do exército sassânida, dado ao comandante da província fronteiriça de Abarxar (que englobava as cidades de Tus, Nixapur e Abiuarde). É frequentemente usado, por exemplo por Procópio, em vez do nome real do titular.
O título foi usado ao invés do mais convencional marzobã, que foi mantido pelos demais governadores fronteiriços. Como o marzobã, a posição era hereditária. A família que reteve-o (a Canaranguiã) é atestada pela primeira vez sob Isdigerdes I (r. 399–420) e descendia de alguma dinastia pré-sassânida, provavelmente parta. Eles gozavam de grande prestígio e grande autoridade nas fronteiras nordeste do Império Sassânida, como refletido em sua descrição glorificada no Épica dos Reis do grande poeta persa Ferdusi. E estiveram entre as grandes famílias que depuseram o último poderoso xá sassânida Cosroes II (r. 590–628) em 628.
A família foi ativa até o fim do Estado sassânida. Um homem chamado Canara em fontes árabes comandou a cavalaria ligeira persa na decisiva Batalha de Cadésia, e seu filho, Xariar ibne Canara, é registrado como tendo lutado bravamente antes de morrer. A família é registrada depois auxiliando na conquista muçulmana do Coração por Abedalá ibne Amir, e sendo recompensada com o direito de reter a província de Tus e metade da de Nixapur sob seu controle. Foram finalmente desalojados pelo oficial militar árabe Humaide ibne Cataca, provavelmente durante o governo do último no Coração no reinado do califa Almançor (r. 754–775).

## Titulares conhecidos
- Gusanastades, entre 484-488[8]
- Adergudunbades, entre 488-541[9]
- Varrames, de 541[10]
- Canara, atestado entre 628-652[11]